# Hister
Genre
Hister est un genre d'insectes de l'ordre des coléoptères, de la famille des Histeridae, sous-famille des Histerinae, et de la tribu des Histerini.

## Systématique
Le genre a été décrit par le naturaliste suédois Carl von Linné en 1758.

### Synonymie
- Histeranus Rafinesque 1815 [2]
- Rhabdister Houlbert & Monnot 1922 [3]
- Spilister Houlbert & Monnot 1922[4]
- Campylister Houlbert & Monnot 1922
- Humister Houlbert & Monnot 1922[5]

## Liste d'espèces
Selon Catalogue of Life (31 août 2014) :
- Hister abbreviatus
- Hister abhorrens
- Hister aequatorius
- Hister aheneus
- Hister akatanga
- Hister alegre
- Hister alienigena
- Hister alluaudi
- Hister alticola
- Hister ambulator
- Hister amphystrius
- Hister apicelaevis
- Hister apis
- Hister araucanus
- Hister aschanti
- Hister atomos
- Hister baconi
- Hister barkeri
- Hister bellicus
- Hister belti
- Hister bipunctatus
- Hister bisquinquestriatus
- Hister bissexstriatus
- Hister bolivianus
- Hister borneensis
- Hister brahminius
- Hister bremeri
- Hister bruchi
- Hister bullatus
- Hister calidus
- Hister californicus
- Hister canariensis
- Hister capicola
- Hister capsirensis
- Hister carinifrons
- Hister castus
- Hister catarinae
- Hister caucasicus
- Hister cavifrons
- Hister cavilabris
- Hister ciliatus
- Hister circularis
- Hister circulus
- Hister civilis
- Hister coenosus
- Hister comes
- Hister concolor
- Hister conductus
- Hister congener
- Hister congonis
- Hister contemptus
- Hister cooperi
- Hister coprophilus
- Hister coreanus
- Hister coronatus
- Hister cribrurus
- Hister criticus
- Hister cruentus
- Hister cuna
- Hister curtatus
- Hister curvatus
- Hister dauphini
- Hister defectus
- Hister denysi
- Hister depurator
- Hister diadema
- Hister dispar
- Hister distans
- Hister distinguendus
- Hister divisifrons
- Hister doyeni
- Hister duplicatus
- Hister encaustus
- Hister erbelingi
- Hister falsus
- Hister fessus
- Hister foveipygus
- Hister funestus
- Hister fungicola
- Hister furciger
- Hister furcipes
- Hister furtivus
- Hister gagatinus
- Hister gehini
- Hister grandicollis
- Hister gringo
- Hister guanacaste
- Hister guatemalica
- Hister guinensis
- Hister hanka
- Hister haroldi
- Hister helluo
- Hister helluonides
- Hister hipponensis
- Hister hormiguera
- Hister humilis
- Hister humpatanus
- Hister illigeri
- Hister impunctatus
- Hister incertus
- Hister incisifrons
- Hister indistinctus
- Hister inexspectatus
- Hister inflexus
- Hister janzeni
- Hister japonicus
- Hister javanicus
- Hister judaicus
- Hister kalaharii
- Hister katangensis
- Hister kovariki
- Hister laevifrons
- Hister laevimargo
- Hister laevipes
- Hister lagoi
- Hister lamaecola
- Hister latimargo
- Hister latistrius
- Hister latobius
- Hister lentulus
- Hister leopoldi
- Hister limbatus
- Hister lineisternus
- Hister lissurus
- Hister litus
- Hister loandae
- Hister lucanus
- Hister lugubris
- Hister lustrans
- Hister luvungiensis
- Hister malkini
- Hister maroccanus
- Hister martius
- Hister matador
- Hister mazuri
- Hister mediterraneus
- Hister megalonyx
- Hister melanarius
- Hister militaris
- Hister mirus
- Hister moerens
- Hister montanus
- Hister montenegrinus
- Hister montivagus
- Hister nachtigalli
- Hister nattereri
- Hister nepalensis
- Hister newtoni
- Hister niloticus
- Hister nodatus
- Hister nomas
- Hister obesus
- Hister obtusisternus
- Hister opacus
- Hister paganus
- Hister parumstriatus
- Hister pauli
- Hister paykullii
- Hister peregrinus
- Hister pharaonis
- Hister pioti
- Hister planepunctatus
- Hister planiformis
- Hister platanus
- Hister pransus
- Hister pteromalus
- Hister pulicarius
- Hister punctifemur
- Hister punctifer
- Hister punctipygus
- Hister pushtunus
- Hister pustulosus
- Hister putrescens
- Hister putridus
- Hister pygolaevis
- Hister quadrimaculatus
- Hister quadrinotatus
- Hister rectisternus
- Hister recurvus
- Hister ritsemae
- Hister saegeri
- Hister salebrosus
- Hister sallei
- Hister salvador
- Hister sarcinatus
- Hister sedakovii
- Hister sedulus
- Hister semenovi
- Hister semigranosus
- Hister semiplanus
- Hister sepulchralis
- Hister servus
- Hister shanghaicus
- Hister sibiricus
- Hister sikorae
- Hister simplicisternus
- Hister sindarae
- Hister sohieri
- Hister spurius
- Hister striatipectus
- Hister sturnus
- Hister subquadratus
- Hister teter
- Hister thibetanus
- Hister thoracicus
- Hister tricuspis
- Hister trigonifrons
- Hister tristriatus
- Hister tropicola
- Hister tropicus
- Hister turanus
- Hister unicolor
- Hister viduus
- Hister vilis
- Hister wenzeli
- Hister zairensis
- Hister ziczac
- Hister zulu

Selon ITIS (31 août 2014) :
- Hister abbreviatus Fabricius, 1775
- Hister abhorrens (Schmidt, 1889)
- Hister aequatorius Marseul, 1854
- Hister aheneus Cooman, 1938
- Hister akatanga Caterino, 1999
- Hister alegre Caterino, 1999
- Hister alienigena Bickhardt, 1912
- Hister alluaudi Desbordes, 1914
- Hister alticola Desbordes, 1925
- Hister ambulator Thayer in Johnson & al., 1991
- Hister amphystrius Marseul in Marseul & Oliveira, 1879
- Hister apicelaevis Desbordes, 1919
- Hister apis Marseul, 1870
- Hister araucanus Caterino & Arriagada, 2003
- Hister aschanti Schmidt, 1889
- Hister baconi Marseul, 1854
- Hister barkeri Desbordes, 1912
- Hister bellicus Marseul, 1864
- Hister belti Lewis, 1910
- Hister bipunctatus Paykull, 1811
- Hister bisquinquestriatus Germar, 1813
- Hister bissexstriatus Fabricius, 1801
- Hister bolivianus Marseul, 1854
- Hister borneensis Desbordes, 1919
- Hister brahminius Lewis, 1900
- Hister bremeri Mazur, 1979
- Hister bruchi Lewis, 1907
- Hister bullatus Lewis, 1888
- Hister calidus Erichson in Klug, 1842
- Hister californicus Marseul, 1854
- Hister canariensis Wollaston, 1864
- Hister capicola Marseul, 1854
- Hister capsirensis Auzat, 1922
- Hister carinifrons Schaeffer, 1912
- Hister castus Lewis, 1885
- Hister catarinae Caterino, 1999
- Hister caucasicus Krása, 1944
- Hister cavifrons Marseul, 1854
- Hister cavilabris Bickhardt, 1919
- Hister ciliatus Lewis, 1888
- Hister circularis Lewis, 1889
- Hister circulus Schmidt, 1889
- Hister civilis J. E. LeConte, 1845
- Hister coenosus Erichson, 1834
- Hister comes Lewis, 1888
- Hister concolor Lewis, 1884
- Hister conductus Marseul, 1861
- Hister congener Schmidt, 1885
- Hister congonis Lewis, 1900
- Hister contemptus Marseul, 1854
- Hister cooperi G. Müller, 1944
- Hister coprophilus Reiche, 1850
- Hister coreanus Ôhara in Ôhara & Paik, 1998
- Hister coronatus Marseul, 1861
- Hister cribrurus Marseul, 1854
- Hister criticus Marseul, 1861
- Hister cruentus Erichson, 1834
- Hister cuna Caterino, 1999
- Hister curtatus J. E. LeConte, 1844
- Hister curvatus Erichson, 1834
- Hister dauphini Lewis, 1905
- Hister defectus J. E. LeConte, 1860
- Hister denysi Marseul, 1870
- Hister depurator Say, 1825
- Hister diadema Marseul, 1854
- Hister dispar J. E. LeConte, 1844
- Hister distans Fischer de Waldheim, 1823
- Hister distinguendus Schmidt, 1895
- Hister divisifrons Schmidt, 1895
- Hister doyeni Caterino, 1999
- Hister duplicatus Marseul, 1854
- Hister encaustus Marseul, 1854
- Hister erbelingi Mazur, 2008
- Hister falsus Solskiy, 1876
- Hister fessus Marseul, 1861
- Hister foveipygus Wenzel & Dybas, 1941
- Hister funestus Erichson, 1834
- Hister fungicola Schaeffer, 1912
- Hister furciger Marseul, 1869
- Hister furcipes Marseul, 1854
- Hister furtivus J. E. LeConte, 1860
- Hister gagatinus Reiche, 1850
- Hister gehini Marseul, 1854
- Hister grandicollis Illiger, 1807
- Hister gringo Caterino, 1999
- Hister guanacaste Caterino, 2004
- Hister guatemalica Caterino, 1999
- Hister guinensis Paykull, 1811
- Hister hanka Kapler, 1994
- Hister haroldi Marseul, 1864
- Hister helluo Truqui, 1852
- Hister helluonides Marseul, 1854
- Hister hipponensis Marseul, 1854
- Hister hormiguera Caterino, 1999
- Hister humilis Fall, 1910
- Hister humpatanus Marseul, 1886
- Hister illigeri Duftschmid, 1805
- Hister impunctatus Osawa, 1952
- Hister incertus Marseul, 1854
- Hister incisifrons Marseul, 1862
- Hister indistinctus Say, 1825
- Hister inexspectatus Desbordes, 1923
- Hister inflexus Lewis, 1914
- Hister janzeni Caterino, 1999
- Hister japonicus Marseul, 1854
- Hister javanicus Paykull, 1811
- Hister judaicus Mazur, 2008
- Hister kalaharii Thérond, 1965
- Hister katangensis Burgeon, 1939
- Hister kovariki Caterino, 1999
- Hister laevifrons Desbordes, 1914
- Hister laevimargo Lewis, 1900
- Hister laevipes Germar, 1824
- Hister lagoi Caterino, 1999
- Hister lamaecola Marseul, 1857
- Hister latimargo Schmidt, 1893
- Hister latistrius Lewis, 1891
- Hister latobius Marseul, 1854
- Hister lentulus Erichson, 1834
- Hister leopoldi Desbordes, 1929
- Hister limbatus Truqui, 1852
- Hister lineisternus Lewis, 1908
- Hister lissurus Marseul, 1854
- Hister litus Marseul, 1861
- Hister loandae Marseul, 1854
- Hister lucanus Horn, 1873
- Hister lugubris Truqui, 1852
- Hister lustrans (Johnson in Johnson & al., 1991)
- Hister luvungiensis Burgeon, 1939
- Hister malkini Caterino, 1999
- Hister maroccanus Schmidt, 1887
- Hister martius Lewis, 1885
- Hister matador Caterino, 1999
- Hister mazuri Kapler, 1997
- Hister mediterraneus Lundgren in Johnson & al., 1991
- Hister megalonyx Reichardt, 1922
- Hister melanarius Erichson, 1834
- Hister militaris Horn, 1870
- Hister mirus Bickhardt, 1919
- Hister moerens Erichson, 1834
- Hister montanus Marseul, 1857
- Hister montenegrinus J. Müller, 1900
- Hister montivagus Lewis, 1888
- Hister nachtigalli Bickhardt, 1919
- Hister nattereri Schmidt, 1889
- Hister nepalensis Mazur, 1997
- Hister newtoni Caterino, 1999
- Hister niloticus Marseul, 1854
- Hister nodatus Lewis, 1888
- Hister nomas Erichson, 1834
- Hister obesus Fahraeus in Boheman, 1851
- Hister obtusisternus Schmidt, 1889
- Hister opacus Schmidt, 1889
- Hister paganus Schmidt, 1889
- Hister parumstriatus Desbordes, 1924
- Hister pauli Desbordes, 1916
- Hister paykullii Kirby, 1837
- Hister peregrinus Schmidt, 1889
- Hister pharaonis Schmidt, 1889
- Hister pioti Marseul, 1870
- Hister planepunctatus Desbordes, 1914
- Hister planiformis Lewis, 1897
- Hister platanus (Marseul, 1870)
- Hister pransus Lewis, 1892
- Hister pteromalus Marseul, 1861
- Hister pulicarius Thunberg, 1784
- Hister punctifemur Mazur, 2010
- Hister punctifer Paykull, 1811
- Hister punctipygus Desbordes, 1914
- Hister pushtunus Kryzhanovskij, 1980
- Hister pustulosus Géné, 1839
- Hister putrescens Marseul, 1862
- Hister putridus Erichson, 1834
- Hister pygolaevis Desbordes, 1917
- Hister quadrimaculatus Linnaeus, 1758
- Hister quadrinotatus Scriba, 1790
- Hister rectisternus Marseul, 1854
- Hister recurvus Marseul, 1854
- Hister ritsemae Marseul, 1882
- Hister saegeri Thérond, 1959
- Hister salebrosus (Schleicher, 1930)
- Hister sallei Marseul, 1854
- Hister salvador Caterino, 1999
- Hister sarcinatus Lewis, 1898
- Hister sedakovii Marseul, 1861
- Hister sedulus Lewis, 1898
- Hister semenovi Reichardt, 1924
- Hister semigranosus Marseul, 1854
- Hister semiplanus Marseul, 1854
- Hister sepulchralis Erichson, 1834
- Hister servus Erichson, 1834
- Hister shanghaicus Marseul, 1861
- Hister sibiricus Marseul, 1854
- Hister sikorae Lewis, 1891
- Hister simplicisternus Lewis, 1879
- Hister sindarae Yélamos, 1994
- Hister sohieri Marseul, 1870
- Hister spurius Marseul, 1861
- Hister striatipectus Lewis, 1899
- Hister sturnus Marseul, 1861
- Hister subquadratus (Marseul, 1853)
- Hister teter Truqui, 1852
- Hister thibetanus Marseul, 1857
- Hister thoracicus Paykull, 1811
- Hister tricuspis Lewis, 1903
- Hister trigonifrons Marseul, 1861
- Hister tristriatus Marseul, 1854
- Hister tropicola Schmidt, 1892
- Hister tropicus Paykull, 1811
- Hister turanus Solskiy, 1876
- Hister unicolor Linnaeus, 1758
- Hister viduus Fahraeus in Boheman, 1851
- Hister vilis Fahraeus in Boheman, 1851
- Hister wenzeli Caterino, 1999
- Hister zairensis Mazur, 1974
- Hister ziczac Mazur, 1985
- Hister zulu Marseul, 1881
- Hister atomos P. Rossi, 1792